# Rio Uberaba
O rio Uberaba é um curso de água que banha o estado de Minas Gerais, no Brasil. Pertence à sub-bacia do rio Grande e à bacia do rio Paraná.
Está localizado no Triângulo Mineiro. O rio Uberaba nasce no chapadão do Lindolfo, a cerca de mil metros de altitude, em uma espécie de turfa constituída por capim e um solo escuro. A água de sua nascente é originária das chuvas. O rio Uberaba desagua no rio Grande.
O rio Uberaba possui vários afluentes em seu alto curso destacando-se os córregos: Lajeado, Alegria, Lanoso, dos Pintos, da Saudade, Borá, Carioca, Pindaíba, Jacaré, Córrego do Meio, da Vida, Buracão e do Mutum. (Abdala V.L, 2005, p. 50).
A borda da chapada é a área que mantém o fornecimento de água do município de Uberaba, onde há canais de 1ª e 2ª ordens que permanecem com volume d’água, capaz de manter vazão dos demais córregos que desembocam no rio Uberaba também em período de seca.
Serão necessários a elaboração e desenvolvimento de trabalhos que proporcionem uma conscientização ambiental junto à população do município, em relação à utilização e preservação da bacia do alto curso do rio Uberaba. (Abdala V.L, 2005, p. 63). 
Em sua passagem pela cidade de Uberaba, margeia a cidade ao norte e a oeste. Dentro do município de Uberaba, estão catalogados 61 tributários do rio, sendo 33 afluentes na margem esquerda e 28 na margem direita. É deste rio que se retira a água que abastece toda a população uberabense. Também nele eram despejados, in natura, todo o esgoto industrial e doméstico de cerca de 300 000 pessoas. A prefeitura de Uberaba vem trabalhando no Projeto Água Viva, que trata o esgoto da cidade antes de jogá-lo no rio através da Estação de Tratamento de Esgoto Uberaba, que trata 98 por cento do esgoto antes de despejá-lo no rio. 

## Etimologia
Do tupi  'yberaba, que significa "água brilhante" (pela junção de  'y , "água" e berab, "brilhante"), vem o nome Uberaba. Foi por conta desse rio que a cidade que se desenvolveu à sua volta chamou-se Uberaba.

## Municípios banhados pelo rio
- Uberaba
- Veríssimo
- Conceição das Alagoas